# Emil Voigt (atlet)
Emil Robert Voigt (31. ledna 1883, Manchester – 16. října 1973 Auckland) byl britský atlet, olympijský vítěz na trati 5 mil z roku 1908.

## Sportovní kariéra
Deset dní před začátkem olympiády v Londýně v roce 1908 zvítězil v britském šampionátu v běhu na 4 míle. Stal se tak favoritem v olympijském závodu na 5 mil (tato trať se běžela na olympiádě pouze jednou, byla nahrazena závodem na 10 000 metrů). Nezklamal a zvítězil s šedesátimetrovým náskokem. V roce 1910 se stal mistrem Velké Británie v bězích na 1 a 4 míle, poté ukončil sportovní kariéru. Od roku 1911 žil v Austrálii (s přestávkou během první světové války), v roce 1948 se přestěhoval na Nový Zéland, kde v roce 1973 zemřel.